# 北村尚志
北村 尚志（きたむら なおし、1961年6月16日 - ）は、佐賀県を拠点に活動する日本のシンガーソングライター、広告プランナー、音楽プロデューサー。
本業は広告代理店のCM・音楽クリエイターだが歌手活動を並行して行なっており、自称シンガーソングクリエイター。株式会社オフィスキタムラ代表取締役。

## 略歴・人物
佐賀県小城市出身。14歳の時から独学で音楽をはじめる。大学卒業後に「悲しい部屋の中で」を発表。これをきっかけにNBCラジオ佐賀でパーソナリティも経験した。しかし音楽のみでは生活できず、26歳の時に地元の広告代理店に入社。CMソングや番組BGM、企業や自治体のテーマソング制作などに携わる。
その後はCMナレーションも担当し、自宅に整備したスタジオでCM制作も行なっている。CMソングや番組テーマソング、イベントテーマソングなどを制作し、その作品は700を超える。また、音楽活動でも、年間30本程度のコンサート活動のほか、地元ミュージシャンへの楽曲提供、ラジオ各局で音楽番組のパーソナリティを担当するなど活動の場を広げている。

## 代表曲

### CMソング
- 旅の途中で（旅亭新や）
- 道の上（アライ警備保障）
- プロペラ（九州ひぜん信用金庫）
- YLCのテーマ(YLC株式会社)

### 番組テーマソング
- メロディ（サガテレビ「たんねるSAGA」）
- どんどんどん（エフエム佐賀「のばなしラジオ」）
- 地球はともだち（エフエム佐賀「みどりのキャンペーン」）
- ミランバくんのうた（サガテレビマスコット「ミランバくん」）

### イメージソング
- 風のふるさと（厳木町町制50周年記念）
- ほたる（JR九州小京都の旅）
- 唐津線は今日も晴れやかです（JR九州唐津線）
- あなたの手紙（武雄市がん検診啓発）
- 夢を捨てないで（鹿島ガタリンピック）
- さぁ、出かけよう（江北町）

## 受賞
- 佐賀広告賞ラジオ部門金賞（第27回、第33回など）

## レギュラー番組
現在
- 19BOX 〜あの日の忘れもの〜（FM佐賀、2012年9月 - ）

過去
- 北村尚志 あの日みつけたもの（RKBラジオ、2019年4月 - 2020年3月）